# Oceanapia mollis
Oceanapia mollis är en svampdjursart som beskrevs av Arthur Dendy 1895. Oceanapia mollis ingår i släktet Oceanapia och familjen Phloeodictyidae. Inga underarter finns listade i Catalogue of Life.